# إسماعيل مداح
إسماعيل مداح من مواليد في 14 ديسمبر من عام 1981، هو ممثل سوري ومساعد مخرج وموسيقي. يعمل إسماعيل في السينما والتلفزيون والمسرح في دمشق؛ حيثُ سافر إليها للدراسة عام 1994 ثم هناك بدأت مسيرته الفنية بالظهور عام 2000 في أول أفلامه في أدوار ثانوية ومنذ ذلك الوقت احترف التمثيل والسينما والموسيقى على مستوى الداخل السوري.

## قائمة أعماله
- حارة الشيخ
- العراب - عام 2015
- في ظروف غامضة - عام 2015
- دنيا عام 2015
- باب الحارة (الجزء السادس)، بدور أبو حازم عام 2014
- بواب الريح - عام 2014
- سكر وسط - عام 2013

صبايا مسلسل الجزء الثالث والثاني
- زمن البرغوت 2 - عام 2013
- زمن البرغوت - عام 2012
- ساعات الجمر - بدور ناصر عام 2012
- ولادة من الخاصرة - بدور ناصر عام 2011
- جلسات نسائية - عام 2011
- عابد كرمان - بدور عزرا عام  2011
- الخربة  بدور دكتور - عام 2011
- دليلة والزيبق - عام 2011
- ميمو والعم فرحان بدور ضيف - عام 2011
- القعقاع بن عمرو التميمي بدور محمد بن أبي بكر عام 2010
- أهل الراية 2 - عام 2010
- رايات الحق - عام 2010
- البقعة السوداء - عام 2010 بدور ضيف العمل
- رجال الحسم عام 2009
- أهل الغرام الجزء الثاني عام 2008
- أولاد القيمرية - عام 2008
- شركاء يتقاسمون الخراب -عام 2008
- خالد بن الوليد- الجزء الثاني عام 2007
- أشواك ناعمة - عام 2005
- مرزوق على جميع الجبهات - عام 2004
- أبيض أبيض - عام 2001
- فيلم فنجان الورد - عام 2013
- باب الشمس-الرحيل والعودة (فيلم) - بدور سامح عام 2004
- مسرحية خطوات